# فوميتاكا نتامي
فوميتاكا نتامي (مواليد 27 ديسمبر 1974) هو ملاكم ياباني، مثّل بلاده في الألعاب الأولمبية الصيفية 1996.

## روابط خارجية
فوميتاكا نتامي على موقع أوليمبيديا (الإنجليزية)